# Michael Fincke
Edward Michael "Mike"/"Spanky" Fincke (nascut el 14 de març de 1967) és un astronauta americà, i actualment manté el rècord de la persona que més ha estat a l'espai (381,6 dies). Va néixer a Pittsburgh, Pennsilvània, però considera que el seu barri és Emsworth, Pennsilvània com la seva ciutat natal. És un oficial de les Forces Aèries dels Estats Units i un astronauta de la NASA, i va servir en dos expedicions a bord de l'Estació Espacial Internacional com a enginyer de vol i comandant. Va volar en una missió del Transbordador Espacial, el STS-134 com a Especialista de Missió. Fincke pot conversar en japonès i rus. Està casat amb Renita Saikia i junts, tenen tres fills; el fill Chandra i les filles Tarali i Surya.
Fincke ha registrat gairebé 382 dies a l'espai, col·locant-se en primer lloc entre els astronautes nord-americans com a major part del temps a l'espai, i està en la posició 19 de tot el món. Va completar nou passeigs espacials en vestits espacials russos Orlan i EMUs americans. El seu temps total d'EVA és de 48 hores i 37 minuts situant-lo en sisè lloc de la llista de temps de caminadors espacials.